# دهستان انزل جنوبی
دهستان انزل جنوبی همراه دهستان انزل شمالی یکی از دو دهستان بخش انزل در شهرستان ارومیه در استان آذربایجان غربی است. در میان این دو دهستان، دهستان انزل جنوبی از نظر جغرافیا، وسعت و جمعیت از موقعیتی بهتر برخوردار است. اسم دهستان از کلمه عربی انزل بوده و به معنای نازل شده و مجازا با برکت است.

## جمعیت
بر اساس سرشماری مرکز آمار ایران در سال ۱۳۹۵، جمعیت دهستان انزل جنوبی ۲۰٬۵۶۰ نفر بوده‌است.

## مشخصات دهستان
دهستان انزل جنوبی متشکل از ۳۲ روستا است که مرکزیت این دهستان، دهیاری قولنجی است که بزرگترین و پرجمعیت‌ترین روستای این دهستان و کلا در بخش انزل است. زیرا قولنجی به تنهایی در میان ۴۰ روستای این بخش ۱/۵ جمعیت بخش انزل و  ۱/۳ جمعیت دهستان انزل جنوبی را شامل می‌شود. وسعت دهستان انزل جنوبی ۲۶۹/۴۲۰ کیلومتر مربع می‌باشد.
1. ↑  «enzel isminin anlamı».

- وب‌گاه فرمانداری ارومیه